# نفق لقمي
النفق اللقمي (بالإنجليزية: Condylar canal أو Condyloid canal)‏ هو نفق في الحفرة اللقمية في الأجزاء الجانبية للعظم القذالي خلف لقمة القذالي. يتصل الوريد المشبري القذالي بالجهاز الوريدي بما فيه الضفيرة الوريدية تحت القذال والجيب القذالي والجيب السيني من خلال النفق اللقمي. لا يوجد النفق اللقمي بصورة دائمة، ويمكن أن يتنوع مظهره بين كونه نفقا واحدا أو عدة أنفاق صغيرة متجمعة.